# Real Aikido
Il Real Aikido (serbo: Реални аикидо) è un'arte marziale sviluppata da Ljubomir Vračarević, un istruttore di autodifesa serbo. Essa è un mix di tecniche di: aikidō, judo e jujutsu con alcune modificazioni fatte da Vračarević.

## Tecniche
Il sistema di difesa Real Aikido include tecniche di disarmo, come quelle da difesa contro armi quali: coltello, pistola, etc. Esso include le tecniche semplificate di aikidō, judo e jujutsu che possono essere facilmente insegnate nei corsi di sicurezza e autodifesa. Principalmente si basa sul programma generico dell'aikido, con il sistema dei gradi kyū/dan. Oltre alle prese, autodifesa contro colpi, include anche evasion ed alcune tecniche di parata.

## Scuola dei bodyguard
La scuola di guardie del corpo di Vracarevic è ufficialmente certificata dalla International Bodyguard and Security Services Association (IBSSA).

### Controversie sul nome
Il Real Aikido utilizza la parola "Aikidō" nel suo nome , ma non è riconosciuto nella Fondazione Aikikai, dalla International Yoshinkan Aikido Federation, né da altre organizzazioni di Aikido.

## Gradi

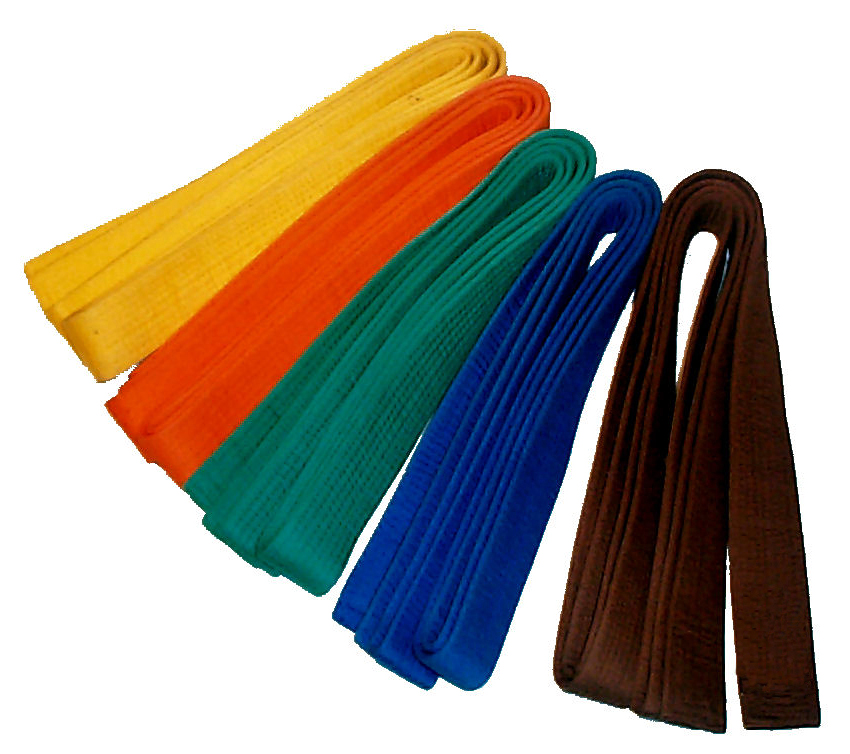
Lo stile di cinture comunemente utilizzate Real Aikido

| Gialla    |  | 5° kyū |
| Arancione |  | 4º kyū |
| Verde     |  | 3º kyū |
| Blu       |  | 2º kyū |
| Marrone   |  | 1º kyū |
| Nera      |  | dan    |